# Prix Ingeborg-Bachmann
Pour les articles homonymes, voir Ingeborg Bachmann et Bachmann.
Le prix Ingeborg-Bachmann (en allemand Ingeborg-Bachmann-Preis), depuis 2000 officiellement Journées de la littérature de langue allemande (en allemand Tage der deutschsprachigen Literatur), octroyé chaque année depuis 1977 à Klagenfurt, en Autriche, est un des principaux prix littéraires décernés dans les pays de langue allemande.

## Description
Le lauréat est déterminé à l’issue d’un marathon de lecture de trois jours lors duquel 18 candidats présélectionnés tentent de convaincre le public et les neuf membres professionnels du jury. Une somme de 22 500 € accompagne le prix au cours d'un événement qui dure plusieurs jours.
Le grand prix de la compétition est décerné en mémoire de l’écrivain autrichien Ingeborg Bachmann. Des prix additionnels ont été ajoutés au fil des années.

## Attributions
- 1977 : Gert Jonke : Erster Entwurf zum Beginn einer sehr langen Erzä
- 1978 : Ulrich Plenzdorf : Kein runter kein fern
- 1979 : Gert Hofmann : Die Fistelstimme
- 1980 : Sten Nadolny : Kopenhagen 1801
- 1981 : Urs Jaeggi : Ruth
- 1982 : Jürg Amann : Rondo
- 1983 : Friederike Roth : From Das Buch des Lebens
- 1984 : Erica Pedretti : Das Modell und sein Maler
- 1985 : Hermann Burger : Die Wasserfallfinsternis von Bad Gastein
- 1986 : Katja Lange-Müller : Kaspar Mauser – Die Feigheit vorm Freund
- 1987 : Uwe Saeger : Ohne Behinderung, ohne falsche Bewegung
- 1988 : Angela Krauß : Der Dienst
- 1989 : Wolfgang Hilbig : Eine Übertragung
- 1990 : Birgit Vanderbeke : Das Muschelessen
- 1991 : Emine Sevgi Özdamar : Das Leben ist eine Karawanserei
- 1992 : Alissa Walser : Geschenkt
- 1993 : Kurt Drawert : Haus ohne Menschen. Ein Zustand
- 1994 : Reto Hänny : Guai
- 1995 : Franzobel : Die Krautflut
- 1996 : Jan Peter Bremer : Der Fürst spricht
- 1997 : Norbert Niemann : Wie man's nimmt
- 1998 : Sibylle Lewitscharoff : PONG.
- 1999 : Terézia Mora : Der Fall Ophelia
  - Prix du Land de Carinthie : Stefan Beuse, pour Verschlußzeit

### Années 2000
- 2000 : Georg Klein : Libidissi (extrait d'une longue œuvre en prose)
- 2001 : Michael Lentz : Muttersterben
- 2002 : Peter Glaser : Geschichte vom Nichts, Annette Pehnt (Prix du jury)
- 2003 : Inka Parei : extrait du roman Was Dunkelheit war
- 2004 : Uwe Tellkamp : Der Schlaf in den Uhren
- 2005 : Thomas Lang : Am Seil
- 2006 : Kathrin Passig : Sie befinden sich hier
- 2007 : Lutz Seiler : Turksib
- 2008 : Tilmann Rammstedt : Der Kaiser von China
- 2009 : Jens Petersen : Bis dass der Tod

### Années 2010

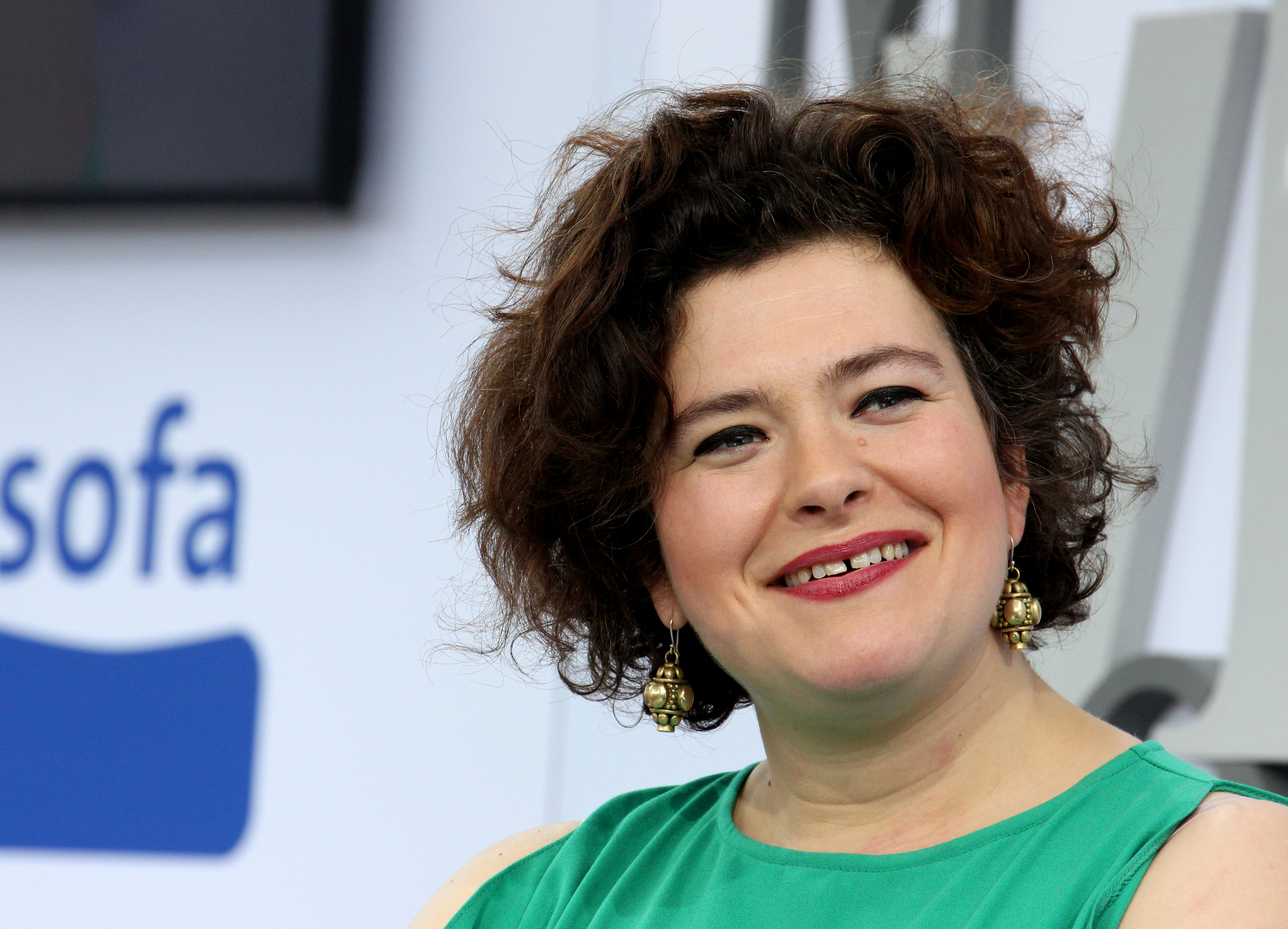
Nora Gomringer, à la Foire du livre de Leipzig 2017.

- 2010 : Peter Wawerzinek : Rabenliebe
- 2011 : Maja Haderlap : Engel des Vergessens[1]
- 2012 : Olga Martynowa : Ich werde sagen: ‚Hi!‘
- 2013 : Katja Petrowskaja : Vielleicht Esther
- 2014 : Tex Rubinowitz : Wir waren niemals hier

- 2015 : Nora Gomringer : Recherche

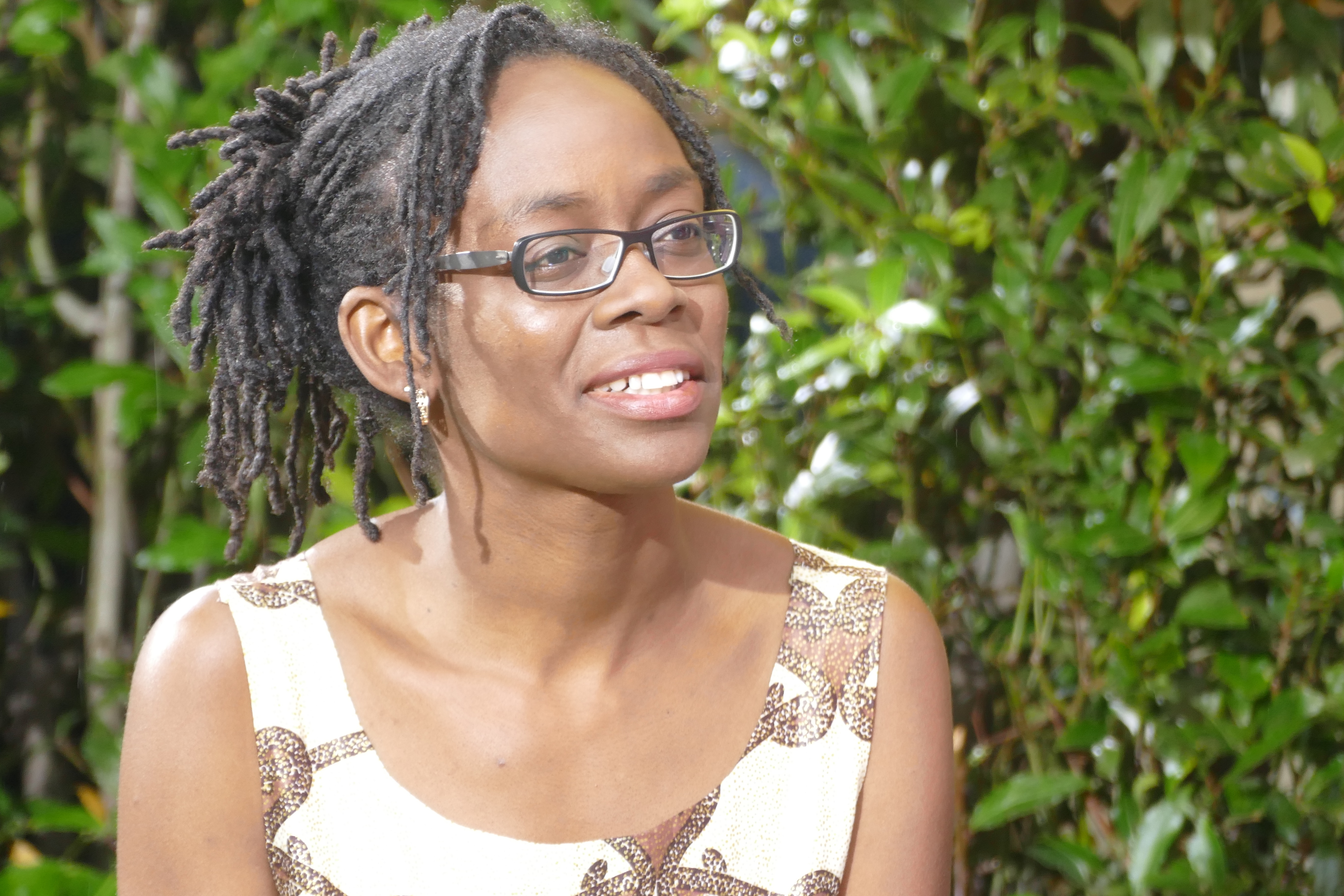
Sharon Dodua Otoo (2016).

  - Kelag-Preis : Valerie Fritsch : Das Bein
  - 3sat-Preis : Dana Grigorcea : Das primäre Gefühl der Schuldlosigkeit
  - BKS-Publikumspreis : Valerie Fritsch : Das Bein
- 2016 : Sharon Dodua Otoo : Herr Gröttrup setzt sich hin
  - Kelag-Preis : Dieter Zwicky : Los Alamos ist winzig
  - 3sat-Preis : Julia Wolf : Walter Nowak bleibt liegen
  - BKS-Publikumspreis : Stefanie Sargnagel : Penne vom Kika

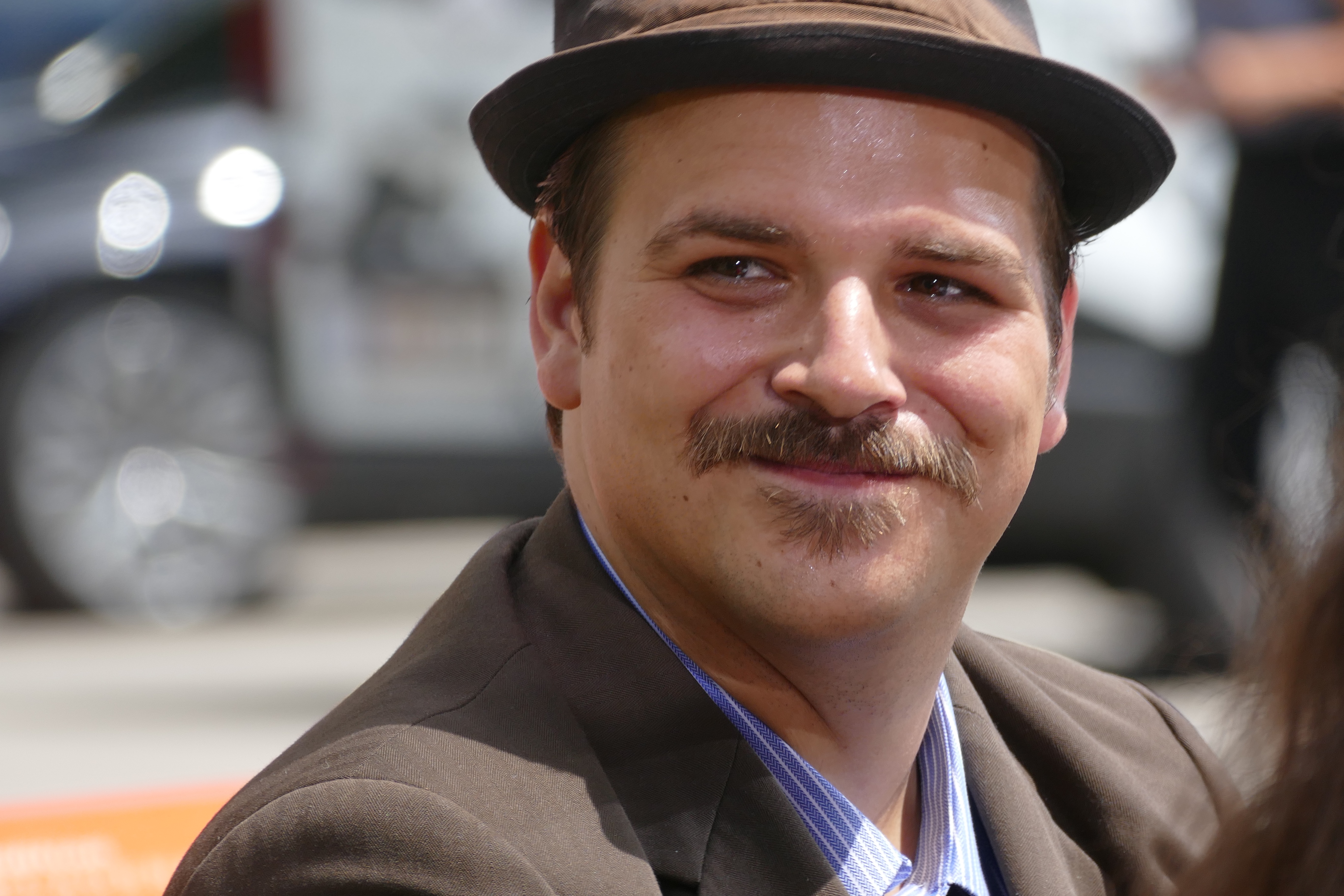
Ferdinand Schmalz (2017).

- 2017 : Ferdinand Schmalz : Mein lieblingstier heißt winter[2]
  - Deutschlandfunk-Preis : John Wray :  Madrigal
  - Kelag-Preis : Eckhart Nickel : Hysteria
  - 3sat-Preis : Gianna Molinari : Loses Mappe
  - BKS-Publikumspreis : Karin Peschka : Wiener Kindl
- 2018 : Tanja Maljartschuk : Frösche im Meer
- 2019 : Birgit Birnbacher : Der Schrank

### Années 2020

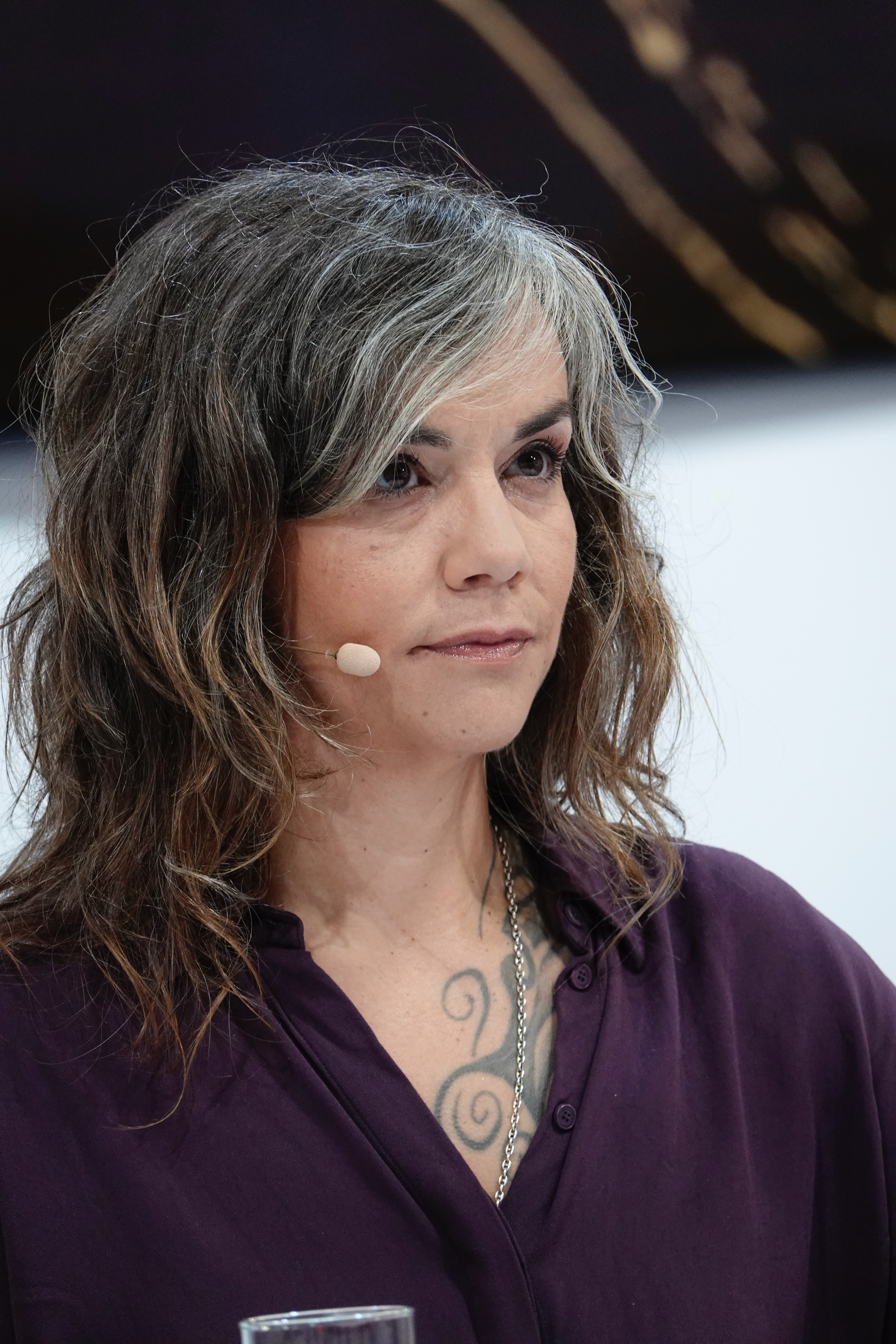
Natascha Gangl (2025)

- 2020 : Helga Schubert : Vom Aufstehen[3]
- 2021 : Nava Ebrahimi : Der Cousin[4]
- 2022 : Ana Marwan : Wechselkröte[5]
- 2023 : Valeria Gordeev : Er putzt[6]
- 2024 : Tijan Sila (de), Der Tag, an dem meine Mutter verrückt wurde[7]
- 2025 : Natascha Gangl, Da Sta («  der Stein  », « la pierre » en allemand autrichien)[8]